# Le Souffle du démon
«  Dust Devil » redirige ici. Pour les « dust devils », voir Tourbillon de poussière.
Le Souffle du démon (Dust Devil) est un film sud-africain réalisé par Richard Stanley, sorti en 1992.

## Synopsis
Hitch, un homme mystérieux, erre dans les déserts de Namibie, alors qu'il est recherché par la police pour la mort d’une femme dont le sang a été utilisé lors d’une cérémonie surnaturelle.

## Fiche technique
- Titre : Le Souffle du démon
- Titre original : Dust Devil
- Réalisation : Richard Stanley
- Producteur : JoAnne Sellar, assisté de Nik Powell et Paul Trijbits
- Société de production : Miramax
- Scénario : Richard Stanley
- Musique : Simon Boswell
- Pays d'origine :  Afrique du Sud
- Format : Couleurs
- Genre : Horreur
- Dates de sortie : 
  - 1992
  -  France : 10 mai 1992 (Festival de Cannes)

## Distribution
- Robert John Burke (VF : Bernard Lanneau) : Dust Devil
- Chelsea Field : Wendy Robinson
- Zakes Mokae : Ben Mukurob
- John Matshikiza : Joe Niemand
- Rufus Swart : Mark Robinson
- William Hootkins : Capt. Cornelius Beyman
- Marianne Sägebrecht : Dr. Leidzinger
- Terry Norton : Saartje Haarhoff
- Russell Copley : Caporal Dutoit
- Andre Odendaal : Caporal Botes
- Luke Cornell : Le 1er soldat
- Phillip Henn : Le 2e soldat
- Peter Hallr : Marist Monk
- Robert Stevenson : Le garçon au fusil
- Stephen Earnhart : Le conducteur de la caravane
- Isaac Mavimbela : L'ouvrier agricole
- Crystal Dobson : Mrs. Beyman
- Mickey Wenk : Le soldat à la frontière
- Stephanus Titus : le barman
- Philip Notununu : L'homme au bar
- A.J. van der Merwe : Le mari touriste
- Marietjie Vaughn : La femme touriste
- Ursula Peveling : La fille du couple de touriste
- Erle Vaughan : Le fils du couple de touriste
- Jaco Espach : Le chauffeur du camion